# 이애정
이애정(1987년 3월 17일~2007년 9월 6일)은 대한민국의 배우였다.
초등학교 때부터 아역 배우 활동을 시작했으며, 1996년 CF 광고 모델 첫 데뷔 후 아역 배우로 활동하였으며,  6학년 때인 1999년에는 KBS 어린이 교육 드라마 《어린 왕자》에 출연하였다.
2000년 방송된 KBS 드라마 《가을동화》에 한채영(신애 역)의 어린 시절 역할을 맡으며 시청자들에게 얼굴을 알렸다. 이후 《MBC 베스트극장》, MBC 드라마 《보고싶은 얼굴》, EBS 어린이 역사드라마 《점프》 등에 출연하였다.
2006년 신목고등학교를 졸업하고 한양대학교 연극영화학과에 진학하였다. 같은해 새 소속사와 전속계약을 앞두고 7월 두통으로 병원을 방문해서 뇌종양 진단을 받았다. 이후 서울대학교병원에서 두 차례 수술을 받고 시골에서 투병생활을 하다 2007년 9월 6일 오전 숨졌다. 장지는 충남 논산시 벌곡면 진달래 공원묘지이다.
한편,  《가을동화》아역배우 출신 중에서는 본인(이애정)이 이른 나이에 숨진 데다 문근영 친구 역을 맡았던 안서정이 뒷날 MBC 공채 31기 탤런트로 정식 데뷔했지만 이렇다할 활약을 보이지 못한 채 배우 활동을 접었다.

## 연기 활동

### 텔레비전 드라마
| 연도 | 채널 | 제목                                        | 역할              | 비고        |
| ---- | ---- | ------------------------------------------- | ----------------- | ----------- |
| 1998 | SBS  | 서울 탱고                                   |                   |             |
| 1998 | MBC  | 대왕의 길                                   | 세손빈(효의왕후)  |             |
| 1998 | SBS  | 포옹                                        |                   |             |
| 1998 | MBC  | 경찰청 사람들 - 어린이날 특집 - 쟝발장 남매 | 강윤희            |             |
| 1999 | KBS  | 어린 왕자                                   |                   |             |
| 1999 | KBS  | 전설의 고향 - 제2화: 살아있는 무덤          |                   |             |
| 1999 | MBC  | 남자 셋 여자 셋                             | 양옥환            |             |
| 2000 | SBS  | 카이스트                                    | 소란              |             |
| 2000 | KBS  | 가을동화                                    | 최신애            | 한채영 아역 |
| 2001 | SBS  | 순자                                        |                   |             |
| 2001 | MBC  | 베스트극장 - 눈꽃                           | 수정              |             |
| 2001 | MBC  | 홍국영                                      | 원빈 홍씨         |             |
| 2001 | MBC  | 네 자매 이야기                              | 정혜정            | 황수정 아역 |
| 2001 | MBC  | 보고싶은 얼굴                               | 김선영            |             |
| 2002 | MBC  | 베스트극장 - 겨울이 갈 때까지               | 은정              |             |
| 2003 | MBC  | 베스트극장 - Do 야 love me?                 | 민지              |             |
| 2004 | KBS  | 드라마시티 - 36.5                           | 지우              |             |
| 2004 | MBC  | 한뼘드라마 - 한 순간                        |                   |             |
| 2005 | MBC  | 베스트극장 - 내 인생의 네비게이터           | 고종사촌 동생     |             |
| 2005 | EBS  | 점프                                        | 이매창 / 선덕여왕 |             |

## 수상
- 해태 써니스타 콘테스트(2003년 8월 23일) – 동상[12]